# Petrer
Petrer (spanisch: Petrel) ist eine südostspanische Gemeinde (municipio) mit 34.076 Einwohnern (Stand: 2024) in der Provinz Alicante der Valencianischen Gemeinschaft. 

## Geographie
Petrer liegt nahe der Costa Blanca im Südosten Spaniens. Die Ortsmitte von Petrer liegt etwa 35 km nordwestlich von Alicante und rund 28 km nördlich von Elche. Zusammen mit Elda bildet die Stadt einen Ballungsraum mit ca. 90.000 Einwohnern.
Im Norden grenzt die Gemeinde an Sax, im Nordosten an Castalla, im Osten an Agost, im Süden an Novelda und Montfort del Cid und im Westen an Elda. Die Autobahn Autovía A-31 verläuft nördlich des Stadtzentrums.

## Sehenswürdigkeiten
- Burg Castillo de Petrel aus dem 12. Jahrhundert
- Archäologisches Museum Dámaso Navarro[5]

## Bevölkerungsentwicklung
| Jahr      | 1900  | 1910  | 1920  | 1930  | 1940  | 1950  | 1960   | 1970   | 1981   | 1991   | 2001   | 2006   | 2011   | 2015   |
| Einwohner | 3.928 | 3.992 | 4.120 | 5.290 | 5.506 | 6.145 | 10.615 | 15.804 | 20.361 | 24.383 | 29.567 | 33.026 | 34.726 | 34.586 |

## Söhne und Töchter der Stadt
- Gedeón Guardiola (* 1984), Handballspieler
- Isaías Guardiola (* 1984), Handballspieler
- José Justicia (* 1989), Dartspieler
- Paula Arcos (* 2001), Handballspielerin